# Peruanische Badmintonmeisterschaft 2011
Die Peruanische Badmintonmeisterschaft 2011 fand vom 9. bis zum 11. Dezember 2011 in Lima statt.

## Austragungsort
- Club de Regatas Lima

## Medaillengewinner
| Disziplin    | Gold                                | Silber                         | Bronze                      |
| ------------ | ----------------------------------- | ------------------------------ | --------------------------- |
| Herreneinzel | Rodrigo Pacheco                     | Mario Carulla                  | Bruno Monteverde            |
| Herreneinzel | Rodrigo Pacheco                     | Mario Carulla                  | Ignacio de Vinatea          |
| Dameneinzel  | Claudia Rivero                      | Camila Duany                   | Luz María Zornoza           |
| Dameneinzel  | Claudia Rivero                      | Camila Duany                   | Micaela Rivero              |
| Herrendoppel | Antonio de Vinatea Martín del Valle | Pablo Aguilar Bruno Monteverde | -                           |
| Mixed        | Rodrigo Pacheco Claudia Rivero      | Diego Yong Jie Meng            | Mario Cuba Daniela Cuba     |
| Mixed        | Rodrigo Pacheco Claudia Rivero      | Diego Yong Jie Meng            | Mario Carulla Sandra Jimeno |